# Bíze (szél)
A bíze egy észak, északkeleti száraz, hideg szél, mely kelet-európai kontinentális hideg levegőt szállít, és Északkelet-Európából Közép-Európa felé fúj.

## Szélsebesség, szélerősség
A bíze légáramlata az Alpok és a Jura vonalát követve eléri a Svájci-fennsíkot is. A Genfi-tó területén érzékelhető a legjobban hatása, ahol a klasszikus bíze-méréseket dokumentáló berendezések gyakran 60 km/h szélsebességet regisztrálnak, de a 100 km/h szélsebesség sem ritka. A Boden-tónál a bíze gyengébb oldala nyilvánul meg, azaz ezen a területen az É-ÉK irányból érkező bízénél többnyire 6 Beaufortnál kisebb szélerősséget és viszonylag hűvösebb léghőmérsékletet mérnek.
A bíze az éjszaka folyamán fokozatosan gyengül, majd a nap folyamán ismét egyre intenzívebb erővel fúj.

## Fordítás
- Ez a szócikk részben vagy egészben a Bise című német Wikipédia-szócikk fordításán alapul.  Az eredeti cikk szerkesztőit annak laptörténete sorolja fel. Ez a jelzés csupán a megfogalmazás eredetét és a szerzői jogokat jelzi, nem szolgál a cikkben szereplő információk forrásmegjelöléseként.